# 表情筋
表情筋（ひょうじょうきん、英：mimic muscles）は、顔面部と頭部、頸部の一部にある、皮筋の総称である。
喜怒哀楽などの表情を作り出すところから、この名前があるが、眼や鼻の開閉、口で飲む・食べる･吹く・しゃべるなどの運動にも関わっている。
意志によって自由に動かせる随意筋（横紋筋）であるが、他の横紋筋が、骨と骨とを結び、関節を動かす働きをしているのに対し、表情筋は皮膚に付着して微妙な動きをするのが特徴である。すべて顔面神経の支配を受けている。

## 表情筋の機能
人間では、発達した表情筋で表情を作ることにより、他者にその人間の「感情」と、それが次にどのような行動に結びつきやすいかを察知させることができる。
最近まで表情をもつ動物としては「類人猿」しか知られていなかったが、その後の研究で、ラット、イヌなど、多くの哺乳類が表情筋を持っているらしいことが示唆されている。仲間の表情によって危険の回避や生存の営利のためのコミュニケーションの手段の1つとして利用している可能性が研究されている。

## 美容的側面
美容的観念から表情筋トレーニングが注目を集めている。加齢とともにたるんだ表情筋を鍛えることで、しわを減らしフェイスラインを整える効果があるとされる。目、鼻、口、顎、頬、額、首をエクササイズすることが望ましい。